# Hormiphora hormiphora
Hormiphora hormiphora är en kammanetart som först beskrevs av Gegenbaur 1856.  Hormiphora hormiphora ingår i släktet Hormiphora och familjen Pleurobrachiidae. Inga underarter finns listade i Catalogue of Life.